# کارل باناس
کارل باناس (انگلیسی: Carl Banas؛ زادهٔ ۲۳ ژانویهٔ ۱۹۲۹) بازیگر اهل کانادا است.
از فیلم‌ها یا مجموعه‌های تلویزیونی که وی در آن‌ها نقش داشته است، می‌توان به رابین‌هود فضایی اشاره نمود.